# Campionati del mondo di atletica leggera indoor 2024 - 3000 metri piani maschili
La gara degli 3000 metri piani maschili dei campionati del mondo di atletica leggera indoor 2024 si è svolta il 2 marzo.

## Podio
| Pos.    | Atleta         | Nazionalità   | Tempo   |
| ------- | -------------- | ------------- | ------- |
| Oro     | Josh Kerr      | Gran Bretagna | 7'42"98 |
| Argento | Yared Nuguse   | Stati Uniti   | 7'43"59 |
| Bronzo  | Selemon Barega | Etiopia       | 7'43"64 |

## Situazione pre-gara

### Record
Prima di questa competizione, il record del mondo e il record dei campionati erano i seguenti.
| Record                | Prestazione | Atleta                     | Data e luogo                     | Competizione                          |
| --------------------- | ----------- | -------------------------- | -------------------------------- | ------------------------------------- |
| Record mondiale       | 7'23"81     | Lamecha Girma Etiopia      | 15 febbraio 2023 Liévin, Francia | Meeting Hauts-de-France Pas-de-Calais |
| Record dei campionati | 7'34"71     | Haile Gebrselassie Etiopia | 9 marzo 1997 Parigi, Francia     | Campionati del mondo indoor 1997      |

### Campione in carica
Il campione mondiale in carica era:
| Campione        | Atleta                 | Prestazione | Data e luogo                   | Competizione                     |
| --------------- | ---------------------- | ----------- | ------------------------------ | -------------------------------- |
| Mondiale indoor | Selemon Barega Etiopia | 7'41"38     | 20 marzo 2022 Belgrado, Serbia | Campionati del mondo indoor 2022 |

### La stagione
Prima di questa gara, gli atleti con le migliori tre prestazioni dell'anno erano:
| Pos. | Atleta                 | Prestazione | Data e luogo                        |
| ---- | ---------------------- | ----------- | ----------------------------------- |
| 1    | Selemon Barega Etiopia | 7'25"82     | 6 febbraio 2024 Toruń, Polonia      |
| 2    | Getnet Wale Etiopia    | 7'26"73     | 6 febbraio 2024 Toruń, Polonia      |
| 3    | Lamecha Girma Etiopia  | 7'29"09     | 4 febbraio 2024 Boston, Stati Uniti |

## Risultati

### Finale
La finale diretta si è tenuta il 2 marzo a partire alle ore 20:42.
| Pos     | Atleta                 | Nazionalità   | Tempo   | Note                                     |
| ------- | ---------------------- | ------------- | ------- | ---------------------------------------- |
| Oro     | Josh Kerr              | Gran Bretagna | 7'42"98 |                                          |
| Argento | Yared Nuguse           | Stati Uniti   | 7'43"59 | Miglior prestazione personale stagionale |
| Bronzo  | Selemon Barega         | Etiopia       | 7'43"64 |                                          |
| 4       | Getnet Wale            | Etiopia       | 7'44"77 |                                          |
| 5       | Olin Hacker            | Stati Uniti   | 7'45"40 | Miglior prestazione personale stagionale |
| 6       | Adel Mechaal           | Spagna        | 7'45"67 |                                          |
| 7       | Pietro Arese           | Italia        | 7'46"46 |                                          |
| 8       | John Heymans           | Belgio        | 7'48"18 |                                          |
| 9       | Mohamed Ismail Ibrahim | Gibuti        | 7'50"05 | Miglior prestazione personale            |
| 10      | Hicham Akankam         | Marocco       | 7'55"04 |                                          |
| 11      | Federico Riva          | Italia        | 8'02"66 |                                          |
| 12      | Mohammad Karim Yaqoot  | Afghanistan   | 9'37"10 | Miglior prestazione personale stagionale |